# După cină la Ornans
După cină la Ornans este o pictură în ulei pe pânză realizată de Gustave Courbet în 1848-1849, aflată în prezent la Palais des Beaux-Arts din Lille.

## Istorie
Realizat în iarna anului 1848-1849, când Courbet s-a întors la Ornans după sejurul său parizian, și intitulat inițial O după-amiază la Ornans, acest tablou este prima pictură „realistă” în format mare în care Courbet a contestat convențiile de reprezentare ale picturii academice. Realismul înseamnă aici „efecte reale”, bazate pe o scenă din viața de zi cu zi, cu un puternic aspect documentar.
„Era în noiembrie, ne aflam la prietenul nostru Cuenot, Marlet se întorcea de la vânătoare și îl angajasem pe Promayet să cânte la vioară în fața tatălui meu”, a scris Courbet descriind scena în nota explicativă a Salonului din iunie 1849, în cadrul căruia a fost prezentată.
A atras multă atenție, dar și multe critici, în special din partea lui Ingres, Eugène Delacroix și Théophile Gautier. Prin mărimea și construcția sa (figurile sunt aproape în mărime naturală), urmează într-adevăr convențiile picturii istorice, dar scena descrisă este izbitoare prin insignifianța sa, prin banalitatea sa cotidiană. Atunci a fost criticat pentru prima dată ca fiind un pictor al lucrurilor „grosiere”, „triviale” și „imorale”. Cu toate acestea, pictura a dus la o formă de notorietate și recunoaștere care i-a adus o medalie clasa a doua. Achiziționată de stat pentru 1.500 de franci, a fost depusă la Palais des Beaux-Arts din Lille în anul următor.

## Iconografie
Pictura îl înfățișează pe violonistul Alphonse Promayet cântând pentru Régis Courbet, tatăl pictorului, și doi dintre prietenii lui Courbet, Auguste Marlet (în spate, aprinzându-și pipa) și Urbain Cuenot.